# Молодіжна збірна Австрії з хокею із шайбою
Молодіжна збірна Австрії з хокею із шайбою (нім. Österreichische U20-Eishockeynationalmannschaft) — національна молодіжна команда Австрії, складена з гравців віком не більше 20 років, що представляє країну на міжнародних змаганнях з хокею із шайбою. Командою опікується Федерація хокею Австрії.

## Історія
Молодіжна збірна Австрії є постійним учасником чемпіонатів світу серед молодіжних команд з 1979 року, найвище досягнення це восьме місце на чемпіонаті світу 1981 року, більшість турнірів австрійці провели у групах «B» та «C» (зараз це перший та другий Дивізіони). Ще п'ять разів молодіжна збірна Австрії зіграла на найвищому рівні у 2004 році — дев'яте місце та у 2010, 2021, 2022, 2023 роках — десяте місце.
З 2024 року австрійці грають в першому дивізіоні.

## Результати на чемпіонатах світу
- 1979 – Закінчили на 5-му місці (Група «В»)
- 1980 – Закінчили на 1-му місці (Група «В»)
- 1981 – Закінчили на 8-му місці
- 1982 – Закінчили на 2-му місці (Група «В»)
- 1983 – Закінчили на 4-му місці (Група «В»)
- 1984 – Закінчили на 2-му місці (Група «В»)
- 1985 - Закінчили на 4-му місці (Група «В»)
- 1986 - Закінчили на 3-му місці (Група «В»)
- 1987 – Закінчили на 4-му місці (Група «В»)
- 1988 – Закінчили на 8-му місці (Група «В»)
- 1989 – Закінчили на 1-му місці (Група «С»)
- 1990 – Закінчили на 6-му місці (Група «В»)
- 1991 – Закінчили на 7-му місці (Група «В»)
- 1992 – Закінчили на 7-му місці (Група «В»)
- 1993 – Закінчили на 4-му місці (Група «В»)
- 1994 – Закінчили на 6-му місці (Група «В»)
- 1995 – Закінчили на 6-му місці (Група «В»)
- 1996 - Закінчили на 8-му місці (Група «В»)
- 1997 - Закінчили на 5-му місці (Група «С»)
- 1998 – Закінчили на 4-му місці (Група «С»)
- 1999 – Закінчили на 4-му місці (Група «С»)
- 2000 - Закінчили на 1-му місці (Група «С»)
- 2001 – Закінчили на 5-му місці (Дивізіон І)
- 2002 – Закінчили на 2-му місці (Дивізіон І)
- 2003 – Закінчили на 1-му місці (Дивізіон І Група «В»)
- 2004 – Закінчили на 9-му місці
- 2005 – Закінчили на 3-му місці (Дивізіон І Група «А»)
- 2006 – Закінчили на 5-му місці (Дивізіон І Група «В»)
- 2007 – Закінчили на 2-му місці (Дивізіон І Група «В»)
- 2008 – Закінчили на 2-му місці (Дивізіон І Група «А»)
- 2009 – Закінчили на 1-му місці (Дивізіон І Група «В»)
- 2010 – Закінчили на 10-му місці
- 2011 – Закінчили на 3-му місці (Дивізіон І Група «В»)
- 2012 – Закінчили на 5-му місці (Дивізіон І Група «А»)
- 2013 – Закінчили на 5-му місці (Дивізіон І Група «А»)
- 2014 – Закінчили на 4-му місці (Дивізіон І Група «А»)
- 2015 – Закінчили на 5-му місці (Дивізіон І Група «А»)
- 2016 – Закінчили на 2-му місці (Дивізіон І Група «А»)
- 2017 – Закінчили на 5-му місці (Дивізіон І Група «А»)
- 2018 – Закінчили на 5-му місці (Дивізіон І Група «A»)
- 2019 – Закінчили на 5-му місці (Дивізіон І Група «A»)
- 2020 – Закінчили на 1-му місці (Дивізіон І Група «A»)
- 2021 – Закінчили на 10-му місці
- 2022 – Закінчили на 10-му місці
- 2023 – Закінчили на 10-му місці
- 2024 – Закінчили на 4-му місці (Дивізіон І Група «А»)
- 2025 – Закінчили на 2-му місці (Дивізіон І Група «А»)